# Modelo de cuarks

Un noneto de un mesón pseudoescalar. Los miembros de un octeto se muestran en verde; en magenta, el solitario.

En física, el modelo de cuarks es un esquema de clasificación de hadrones en términos de sus cuarks de valencia. Por ejemplo, el cuark (y el anticuark) que den lugar a números cuánticos de hadrones. Estos números cuánticos son las etiquetas de identificación de los hadrones y son de dos tipos. Vienen de la simetría de Poincaré — JPC(m) (donde J es el momento angular; P, la paridad intrínseca, y C, la paridad de conjugación de carga). El resto son números cuánticos de sabor, como el isospín, I. Cuando se toman en cuenta tres sabores de cuarks, el modelo cuark también se conoce como las ocho maneras, después del octeto de mesones de la figura. 
El modelo de cuarks usa las asignaciones estándar de los números cuánticos de cuarks — espín 1/2, número bariónico 1/3, carga eléctrica 2/3 de un cuark arriba y -1/3 de los abajo y extraño. Los anticuarks tienen los números cuánticos opuestos. Los mesones se hacen a partir de un par cuark-anticuark de valencia y, por lo tanto, tienen un número bariónico cero. Los bariones son hechos de tres cuarks y así tienen un número bariónico unitario. Este artículo analiza el modelo de cuarks para el sabor SU(3), que envuelve los cuarks arriba, abajo y extraño. Hay generalizaciones de muchos números de sabores.

## Mesones

Mesones de espín 0, en forma de noneto.

La clasificación del camino de octeto se nombra después de los siguientes hechos. Si se toman tres sabores de cuarks, entonces los cuarks se encuentran en una representación fundamental, de 3 (llamados tripletes) sabores SU(3). Los anticuarks se encuentran en una representación compleja conjugada 3*. Los nueve estados (noneto) hechos de un par pueden descomponerse en una representación trivial, 1 (llamado un simple), y la representación adjunta, 8 (llamado octeto). La notación para esta descomposición es:

{\displaystyle 3\otimes 3^{*}=8+1}

La primera figura muestra la aplicación de esta descomposición de los mesones. Si la simetría de sabor fuera exacta, entonces todos los nueve mesones podrían tener la misma masa. El contenido físico de la teoría incluye la consideración de la ruptura de la simetría inducida por las diferencias de las masas de los cuarks y consideraciones de la mezcla entre varios múltiples (tales como el octeto y un simple). La división entre η y η' es más larga que la que el modelo de cuarks puede acomodar — un hecho llamado el rompecabezas η-η'. Esto se resuelve por instantones (véase el artículo del vacío QCD).

Mesones de espín 1 en forma de noneto.

Los mesones son hadrones con número bariónico cero. Si un par cuark-anticuark está en un estado de momento orbital angular L y tiene un espín S, entonces:
- {\displaystyle |L-S|\leq J\leq L+S}, donde {\displaystyle S=0} o {\displaystyle 1}.
- {\displaystyle P=(-1)^{L+1}}, donde el "1" en el exponente proviene de la paridad intrínseca en el anticuark.
- {\displaystyle C=(-1)^{L+S}} para mesones que no tienen carga eléctrica. Los mesones neutros tienen valor indefinido de C.
- Para el estado isospín {\displaystyle I=1} y {\displaystyle 0}, se puede definir un nuevo número cuántico multiplicativo llamado paridad G tal que {\displaystyle G=(-1)^{I+L+S}}.

Evidentemente, si {\displaystyle P=(-1)^{J}} (llamado estado de paridad natural), entonces {\displaystyle S=1} y, por lo tanto, {\displaystyle PC=1}. Todos los otros números cuánticos se denominan exóticos, como en el estado 0--.

## Bariones

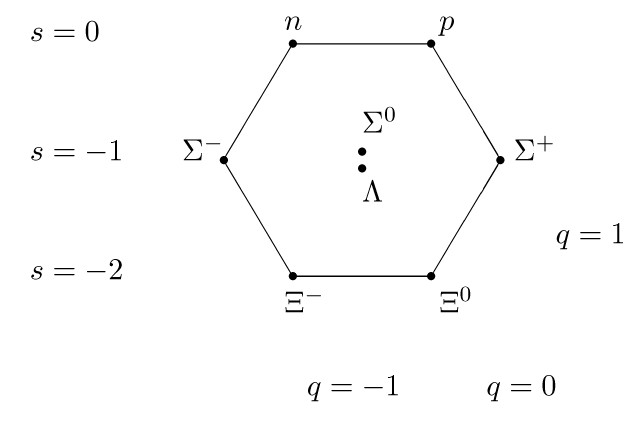

Dado que los cuarks son fermiones, el teorema estadística-espín implica que la función de onda de un barión deba ser antisimétrica en un intercambio de cuarks. Esa función de onda antisimétrica se obtiene al hacerla totalmente antisimétrica en color y simétrica en sabor, espín y las coordenadas espaciales conjuntamente. Con tres sabores, la descomposición en sabores es {\displaystyle 3\otimes 3\otimes 3=10_{S}+8_{M}+8_{M}+1_{A}}. El decupleto es simétrico en sabor, el singlete antisimétrico y los dos octetos tienen simetría mixta. Por tanto, las partes de espín y de espacio de los estados se fijan para momento orbital angular dado.

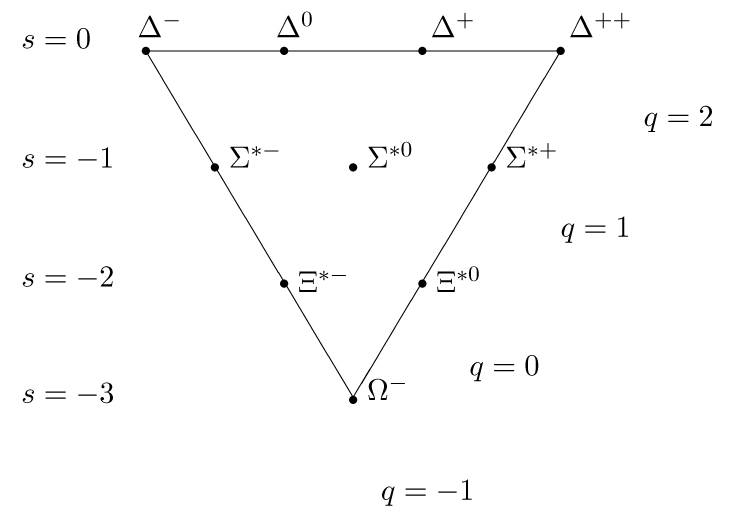

Es útil a veces pensar en el estado base de los cuarks como seis estados de tres sabores y dos espines por cada sabor. Esta simetría aproximada se llama sabor-espín SU(6). En estos términos, la descomposición es:
{\displaystyle 6\otimes 6\otimes 6=56_{S}+70_{M}+70_{M}+20_{A}}.
Los 56 estados con combinaciones de simetría de espín y sabor se descomponen, bajo el SU(3) de sabor, en
56 = 103/2 + 81/2
donde el superíndice denota el espín S del barión. Dado que esos estados son simétricos en espín y en sabor, también deben ser simétricos en el espacio —una condición que se satisface fácilmente al hacer el momento angular orbital {\displaystyle L=0}. Estos son los bariones en el estado base. Los bariones octetos son n, p, Σ0,±, Ξ0,-, Λ. Los bariones decupletes son Δ0,±,++, Σ0,±, Ξ0,-, Ω-. El mezclado de bariones, la separación de masas dentro de y entre los multipletes y los momentos magnéticos son algunas de las otras cantidades que el modelo predice exitosamente.

### El descubrimiento del color
Los números cuánticos de color se usaron desde el principio. Sin embargo, el color fue descubierto como una consecuencia de esta clasificación, cuando se descubrió el espín bariónico S=3/2, el Δ++ requería tres cuarks arriba con espines paralelos y momentos angulares orbitales tendiendo a cero, y que, por lo tanto, no podrían tener una función de onda antisimétrica a menos que tuvieran un número cuántico oculto (debido al principio de exclusión de Pauli). Oscar Greenberg notó este problema y lo sugirió, en un artículo escrito en 1964, que los cuarks deberían ser para-fermiones. El concepto de color lo establecieron conjuntamente William Bardeen, Harald Fritzsch y Murray Gell-Mann, en un artículo que se presentó durante una conferencia en Frascati.

## Estados fuera del modelo de cuarks
Mientras que el modelo de cuarks se obtiene como una derivación de la cromodinámica cuántica, la estructura de los hadrones es más complicada de lo que modelo permite. La función de onda completa de cualquier hadrón debe incluir pares de cuarks virtuales y pares de gluones virtuales. También, puede haber hadrones que queden fuera del modelo de cuarks. Entre estos, están los glueballs o bolas de gluones (que contienen un gluón de valencia), híbridos (que contienen cuarks de valencia y también gluones) y estados multicuark (como los mesones tetracuarks, que contienen dos pares cuark-anticuark y partículas de valencia, o el barión pentacuark, que contiene cuatro cuarks y un anticuark en la valencia). Estos pueden ser exóticos, en los cuales los números cuánticos no pueden encontrarse en los modelos de cuarks (por ejemplo, los mesones con P=(-1)J y PC=-1) o normales. Para leer más sobre estos estados, véase el artículo sobre hadrones exóticos.[cita requerida]